# مؤين هواء

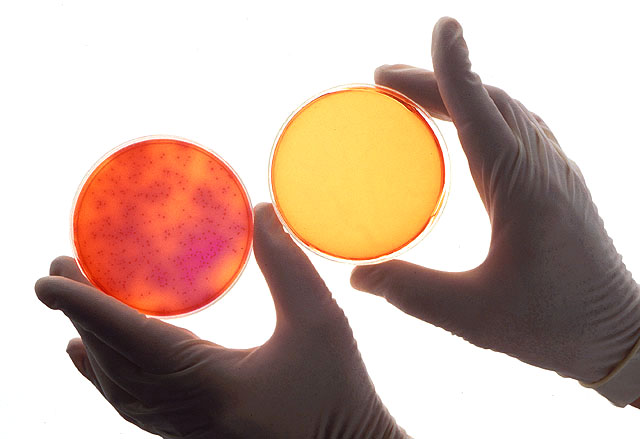

مؤين الهواء هو جهاز يستخدم تيار جهد عالي لتأيين جزيئات الهواء أو شحنها كهربائياً. الأيونات السالبة هي جزيئات لها الكترون إضافي أو أكثر مما يعطي الجزيء شحنة سالبة. معظم منقيات الهواء التجارية مصصمة لتطلق أيونات سالبة.

## منقيات الهواء المؤين
تستخدم مؤينات الهواء في منقيات الهواء. تنجذب الجسيمات المحمولة جوا إلى قطب كهربائي كأثر مماثل للكهرباء الساكنة.

## الأيونات مقابل الأوزون
يجب عدم الخلط بين مولدات الأوزون ومؤينات الهواء على الرغم من أن كلا الجهازين يعملان بمبدأ مماثل.